# Varaville
Varaville település Franciaországban, Calvados megyében. Lakosainak száma 1028 fő (2022. január 1.). Varaville Bavent, Brucourt, Cabourg, Gonneville-en-Auge, Goustranville, Merville-Franceville-Plage, Périers-en-Auge, Petiville és Dives-sur-Mer községekkel határos.

## Népesség
A település népessége az elmúlt években az alábbi módon változott:
| Lakosok száma | 511  | 729  | 826  | 767  | 945  | 960  | 954  | 997  | 1019 | 1028 |
|               | 1968 | 1982 | 1990 | 2006 | 2013 | 2015 | 2017 | 2019 | 2020 | 2022 |